# Mira (cantante)
Maria Mirabela Cismaru (nacida el 12 de marzo de 1995 en Rovinari ), conocida con el nombre artístico Mira (estilizada MIRA), es una cantante rumana. Mira se dio a conocer una vez que apareció en la segunda temporada del programa de talentos Vocea României, donde tuvo como mentor al cantante y compositor Marius Moga .

## Biografía
Desde pequeña, Mira acompañaba a su madre a las bodas de su pueblo natal, con quien cantaba música folclórica. A la edad de 13 años, se matriculó en el Palacio de los Niños en Târgu Jiu, donde estudió música ligera durante tres años. Mira luego se unió a la Anonim Band, durante la cual descubrió su pasión por la guitarra . Mira también trató de promocionarse en Internet, realizando versiones que obtuvieron miles de visitas en YouTube .
Mira también se hizo un nombre en los concursos de belleza. En diciembre de 2011, ganó el concurso Miss Crăciunita de Rovinari, logrando superar a los demás concursantes. En el mismo año también ganó el primer premio en el Festival Nacional de Música Ligera "Iulian Andreescu".
Mira hizo su debut musical en 2012 con DJ Marc Ryan, luego Aria, con la canción "So (la la)". También en el mismo año, participó del espectáculo Vocea României, en el equipo de Marius Moga . Después de participar en Vocea României, Mira construyó una carrera musical y lanzó numerosas canciones exitosas.
Las primeras pistas bajo el nombre de Mirabela o Mira fueron colaboraciones con Allexinno en "Loving You" e "In Love" en 2013 y Zhao en "Zi-mi ceva" en 2014. A partir de 2014, se convirtió en artista de Global Records, sello discográfico de Inna, siendo colega de Antonia, Sasha López y Lariss, entre otros, y siguió el primer sencillo en solitario: "Like", una canción compuesta por Theea Miculescu. También en 2014, lanzó una de sus canciones de soul, "Dragostea nu se stinge" en colaboración con Kio y What's Up, que tuvo un gran éxito. “Dragostea nu se stinge” es también la canción que lanzó su carrera dándola a conocer al gran público.
En 2015, Mira lanzó la canción en solitario "Balada de iubire", así como dos colaboraciones con Piticu' en "Petrecere de adio" y Corina y Skizzo Skillz en "Fete din Balcani", siendo esta última un súper éxito con decenas de millones de visitas en YouTube. En marzo de 2017, lanzó la canción "Anii mei" y en septiembre "Uit de tine", dos de los sencillos más exitosos de la artista hasta la fecha. También en 2017, en septiembre, Mira se convirtió en la nueva solista de la banda DJ Project, con quien lanzó dos canciones: "Omnia" (noviembre de 2017) e "Inimă nebună" (marzo de 2018).
Se puede decir que el año 2018 ha sido el año de la consagración. Después de éxitos como "Dragostea nu se stinge", "Bella", "Anii mei", "Uit de tine", Mira ganó la categoría "Debut estrella" en los premios Antena Stars y lanzó dos temas en solitario "Vina". y “Tu mă faci”, así como las colaboraciones con DJ Project en “Inimă nebună”, y Vescan en “Ce-o fi, o fi”, que consolidaron su posición entre los artistas más apreciados y queridos de Rumanía. En mayo también fue seleccionada para cantar en "FORZA ZU", uno de los conciertos más grandes organizados en el país donde participan los cantantes más populares, concierto con entrada libre, organizado por Radio ZU. En diciembre también cantó en el programa especial "Orașul Faptelor Bune" también organizado por Radio ZU, un concierto benéfico destinado a ayudar a recaudar fondos para los casos presentados a lo largo del día.
El año 2019 estuvo marcado por dos éxitos más del ya famoso artista: "Cum de te lasă", la canción en solitario más exitosa y "Străzile din București" (feat. Florian Rus) - probablemente la pista más conocida y amada por los fanáticos. 
2020 fue el año más ocupado, pista tras pista, en preparación para el lanzamiento del primer álbum. En la gala "I Success - Femei de succes", Mira recibió el premio a "Artista pop más escuchada en 2020". Este año Mira lanzó nada menos que 8 temas, 6 de los cuales son del álbum, una colaboración con Lino Golden ("Maracas") y una versión del éxito internacional de O-ZONE, "Dragostea din tei". .
El álbum titulado " MiraDivina " fue lanzado en enero de 2021 en las librerías "Cărturesți" y en línea y desde marzo está disponible en todas partes.
En 2021, siguió una serie de colaboraciones, como "Cheia inimii mele", donde se renueva la asociación con DJ Project, una canción especial de Navidad junto con su madre Aurelia Cimpoieru - "Dear Santa", y "Deziubeste-mă" con Mario Fresh. En 2022, Mira continuó con sus colaboraciones y lanzó "Tu cu ea" junto a Lora, "Toda la noche" junto a Juno y "16 años" junto a Uzzi, integrante de la banda B.U.G. Mafia. 
A principios de 2023, Mira anunció oficialmente los cambios realizados en su equipo durante el año pasado, así, la nueva gerente es actualmente Monica Munteanu, la agencia Forward se encarga de los conciertos y colabora con la casa productora HaHaHa Production. La primera pista de 2023 fue "Strawberry Heart". Después de una serie de colaboraciones, esta es su primera canción en solitario en más de un año y también es su primera canción de larga duración en inglés.
A finales de marzo, Mira regresó con un nuevo sencillo en solitario titulado "N-am sa te las" . Menos de un mes después, el cantante lanzó una nueva canción, una colaboración con Bvcovia, bajo su nombre real Raduly Ioan Marian.

## Vida personal
Mira cursó los primeros tres años de secundaria en el Colegio Nacional "Spiru Haret" en Târgu Jiu, para luego matricularse en la Escuela Secundaria Tecnológica "Dumitru Dumitrescu" en Buftea para terminar sus estudios secundarios. Tenía muchas ganas de hacer una carrera en la música, por lo que se mudó a Bucarest cuando tenía solo 18 años, donde vivía en una casa alquilada con un amigo de su madre. En una entrevista concedida a Strilor Pro TV unos años después, en 2020, declaró " Quería hacer música, no veo otra opción para mí, ¡mi madre no quería que hiciera música!".  . Siguiendo su sueño pero también continuando sus estudios, en 2017 se graduó de la Facultad de Letras de la Universidad de Bucarest, especializándose en Etnología, Antropología Cultural y Folclore.
En septiembre de 2017, Mira y los chicos de DJ Project resultaron heridos en un accidente de tráfico en el condado de Vâlcea . El medio hermano del artista, Robert Cimpoieru, murió en marzo de 2018, también en un accidente automovilístico. Mira ha superado bien este momento difícil y está disfrutando la vida al máximo. En 2020 logró cumplir otro sueño, el de tener casa propia. En una entrevista para la edición de septiembre de la revista "Cosmopolitan", al ser consultada sobre qué le gusta de la nueva casa y si la representa, Mira afirmó lo siguiente: "¡ Me gusta todo! Lo pensé todo. Puse mi corazón en ello, y probablemente porque es el primero, no sé si volveré a comportarme así la próxima vez. Tomó mucho tiempo, pero la satisfacción valió la pena. ¡Cualquiera que haya construido una casa y la haya pensado desde todos los puntos de vista, estoy seguro de que sabe lo difícil que es! " .

## Discografía

### Individual
| Título                                            | Año  | Posiciones |
| Título                                            | Año  | rojo       |
| ------------------------------------------------- | ---- | ---------- |
| "So (la la)" (feat. DJ Marc Ryan)                 | 2012 |            |
| "Loving you" (feat. Allexinno)                    | 2013 |            |
| "In love" (feat. Allexinno)                       | 2013 |            |
| "Zi-mi ceva" (feat. Zhao)                         | 2014 |            |
| "Like"                                            | 2014 |            |
| "Masca lui Zorro"                                 | 2014 |            |
| "Dragostea nu se stinge" (feat. Kio & What's Up)  | 2014 |            |
| "Balade de iubire"                                | 2015 |            |
| "Fete din Balcani" (feat. Corina & Skizzo Skillz) | 2015 |            |
| "Petrecere de adio" (feat. Piticu)                | 2015 |            |
| "Bella"                                           | 2016 |            |
| "Anii mei"                                        | 2017 |            |
| "Uit de tine"                                     | 2017 |            |
| "Omnia" (feat. DJ Project)                        | 2017 |            |
| "Drăguț de sărbători"                             | 2017 |            |
| "Vina"                                            | 2018 |            |
| "Inimă nebună" (feat. DJ Project)                 | 2018 |            |
| "Ce o fi, o fi" (feat. Vescan)                    | 2018 |            |
| "Tu mă faci"                                      | 2018 |            |
| "Cum De Te Lasă?"                                 | 2019 |            |
| "Străzile din București" (feat. Florian Rus)      | 2019 | 1          |
| "Maldita Noche"                                   | 2019 |            |
| "Cădere în Gol" (feat. Alex Velea)                | 2019 |            |
| "De ce?"                                          | 2020 |            |
| "Plus și minus"                                   | 2020 |            |
| "O privire"                                       | 2020 |            |
| "Învață-mă"                                       | 2020 |            |
| "Maracas" (feat. Lino Golden)                     | 2020 |            |
| "Dragostea din Tei" (cover O-ZONE)                | 2020 |            |
| "Zero Absolut"                                    | 2020 |            |
| "Cineva"                                          | 2020 |            |
| "Nave spațiale"                                   | 2021 |            |
| "Arctic"                                          | 2021 |            |
| "Zi merci"                                        | 2021 |            |
| "Cheia inimii mele" (feat. DJ Project)            | 2021 |            |
| "Dragă Moșule" (feat. Aurelia Cimpoieru)          | 2021 |            |
| "Deziubește-mă" (feat. Mario Fresh)               | 2021 |            |
| "Tu cu ea" (feat. Lora)                           | 2022 |            |
| "Toată noaptea" (feat. Juno)                      | 2022 |            |
| "16 ani" (feat. Uzzi)                             | 2022 |            |
| "Strawberry Heart"                                | 2023 |            |
| "N-am să te las"                                  | 2023 |            |
| "Bye, Bye" (feat. Bvcovia)                        | 2023 |            |
| "Come with me"                                    | 2023 |            |
| "Alo, alo" (feat. Vescan)                         | 2023 |            |
| "Ca-n România" (feat. Theo Rose)                  | 2023 |            |
| "Dor de tine"                                     | 2024 |            |
| „Bad booty”                                       | 2024 |            |
| „Ce ai tu”                                        | 2024 |            |
| „Ring, ring”                                      | 2024 |            |
| „Duro”                                            | 2024 |            |
| „Ladida”                                          | 2024 |            |
| „Să fii tu” (feat. Rareș)                         | 2024 |            |
| „Love again”                                      | 2024 |            |
| „E româncă” (feat. Juno)                          | 2024 |            |
| „Încă ne iubim” (feat. Florian Rus)               | 2024 |            |
| „Bota”                                            | 2024 |            |
| „Toată Lumea Dansează”                            | 2025 |            |
| „Nu mă ia”                                        | 2025 |            |
| „Bună dimineața” (feat. Liviu Teodorescu)         | 2025 |            |

### Álbumes
- 2021 – "Mira Divina"